# Leziona
Leziona – wieś w Polsce położona w województwie wielkopolskim, w powiecie ostrowskim, w gminie Nowe Skalmierzyce, w Kaliskiem, ok. 7 km od Nowych Skalmierzyc, ok. 12 km od Kalisza.
Dolina Prosny w Lezionie (105,0 m n.p.m.) jest najniżej położonym punktem w powiecie ostrowskim. W okolicach wsi swoje ujście do Prosny ma struga Lipówka.

## Podział administracyjny
Miejscowość przynależała administracyjnie przed rokiem 1887 do powiatu odolanowskiego. W latach 1975–1998 do województwa kaliskiego, a w latach 1887–1975 i od 1999 do powiatu ostrowskiego.

## Historia
Wieś istniała już przed 1531 wraz z osadą Radziszew nad rzeką Prosną. 
Pod koniec XIX w. w Lezionie były 24 domy i 186 mieszkańców, a wieś była własnością Zabłockich.

## Komunikacja publiczna
Dojazd autobusami MZK Ostrów Wielkopolski, linia podmiejska nr 20 (Ostrów Wielkopolski – Leziona – Nowe Skalmierzyce).